# IPhone 15 Pro
O iPhone 15 Pro e o iPhone 15 Pro Max são smartphones projetados, desenvolvidos e comercializados pela Apple Inc. Eles são os iPhones carro-chefe da décima sétima geração, sucedendo o iPhone 14 Pro e o iPhone 14 Pro Max. Os dispositivos foram apresentados junto com o iPhone 15 e o iPhone 15 Plus durante o evento da Apple no Apple Park em Cupertino, Califórnia, em 12 de setembro de 2023. As pré-encomendas começaram em 15 de setembro de 2023 e estarão disponíveis em 22 de setembro de 2023.

## História
Muitos rumores afirmavam que o iPhone 15 Pro Max poderia ter sido renomeado como iPhone 15 Ultra, já que a Apple havia lançado anteriormente o Apple Watch Ultra; no entanto, pouco antes do evento, novos rumores sugeriam que eles manteriam o nome “Pro Max” para o modelo de 6,7 polegadas.

## Especificações

### Hardware
Assim como o iPhone 15 e 15 Plus, o 15 Pro e Pro Max substituem o conector Lightning proprietário por USB-C para cumprir a União Europeia que obriga o uso deste conector em smartphones com a Diretiva (UE) 2022/2380 em 2022. A Apple já havia introduzido o USB-C em seus dispositivos portáteis com o iPad Pro de terceira geração, lançado em 2018.

### Design
A caixa do iPhone 15 Pro e do iPhone 15 Pro Max é feita de titânio. Eles estarão disponíveis nas cores titânio natural, titânio azul, titânio branco e titânio preto.
| Cor | Nome            |
| --- | --------------- |
|     | Titânio Natural |
|     | Titânio Azul    |
|     | Titânio Branco  |
|     | Titânio Preto   |